# Poul Jensen Kolding
Poul Jensen Kolding (ibland skrivet Colding), född den 22 mars 1581 i Kolding, död den 18 oktober 1640, var en dansk skoledare och präst.
Kolding blev student 1601 och reste 1601-04 utomlands (han var 1601 i Prag hos Tycho Brahe i dennes dödsstund), blev efter hemkomsten magister och 1605 kyrkoherde, 1608-21 i Vindinge (nuvarande Fyrendal) nära Næstved och därefter på Herlufsholm, 1615 tillika prost. 
Dessutom var Kolding 1622-31 föreståndare för Herlufsholms skola och gods samt bidrog till bägges förkovran. Kolding författade både en latinsk-dansk ordbok (1622) och en dansk-latinsk (1626); han hyste varm känsla för modersmålet. Hans söner kallade sig Vinding.